# Hiroshi Kajikawa
Hiroshi Kajikawa (jap. 梶川 博, Kajikawa Hiroshi; * 3. März 1949) ist ein japanischer Bogenschütze.
Kajikawa nahm an den Olympischen Spielen 1972 in München teil und beendete den Wettkampf im Bogenschießen auf Rang 19.